# 日本ドラッグチェーン会
日本ドラッグチェーン会（にほんドラッグチェーンかい）は日本の医薬品小売業ボランタリー・チェーンである。略称はNID。NIDはそのプライベート・ブランド及び発売元の株式会社ニッドを指して使用する場合もある。

## 現職役員
- 会長:関 伸治（株式会社セキ薬品代表取締役会長）
- 相談役:佐野 訓久（株式会社とをしや薬局代表取締役）

## 歴代会長
- 佐野 訓久

## 加盟社数
- 69社（2023年5月現在）

## ブロック・加盟社
- 東北ブロック（8社）
  - 薬王堂
  - 紅屋商事＜スーパーMEGAドラッグ、カブセンター＞
  - ハシドラッグ
  - 横浜ファーマシー＜スーパードラッグアサヒ＞
  - マルエーうちや
  - サノ・ファーマシー
  - 山口薬品
  - 村源
- 関東・北海道・北陸ブロック（26社）
  - セキ薬品
  - トモズ（再加盟）
  - サッポロドラッグストアー
  - とをしや薬局
  - イトーヨーカ堂
  - マキヤ
  - セキチュー
  - ひらせいホームセンター
  - サミット
  - コメヤ薬局
  - 宮本薬局
  - 灰吹屋薬局
  - サカイヤ
  - リーフ
  - ピノキオ薬局
  - 山田薬品＜オフィス街のドラッグストア＞
  - 柏葉薬局
  - 大島薬局
  - ココ第一薬品
  - 伊勢屋薬局
  - 成川薬局
  - エトフ
  - 角間薬局
  - くすりのスミレ
  - ドラッグストアサファイア
  - ナカヤ
- 近畿・中四国・東海ブロック（24社）
  - ザグザグ
  - ゴダイ
  - 中部薬品＜V・drug＞
  - コクミン（再加盟）
  - ププレひまわり
  - ビー・アンド・ディー
  - シミズ薬品＜ドラッグストアダックス＞
  - よどや
  - シグマ薬品
  - アマノ
  - オークワ
  - ホームセンターバロー
  - バロー
  - 青葉堂
  - 大手町薬局
  - ユニカムドラッグ
  - タケダドラッグ
  - 明治堂薬品
  - 鬼頭天昌堂薬局
  - イワオ薬局
  - あみはま薬局＜ドラッグストアエース＞
  - 三河薬品
  - 湯所薬品
  - 西川薬品本店
- 九州・西中国ブロック（11社）
  - ドラッグストアモリ
  - くすりのコーエイ
  - ジュンテンドー
  - 岩崎宏健堂
  - イズミ
  - 西本真生堂
  - 中央薬局
  - 琉球クオール
  - 広貫堂
  - 薬局白十字
  - 木山薬局

## 過去に加盟していた企業
- 愛生堂薬局
- 育薬
- 池田薬局
- いしざか薬局
- いでや
- イトウ薬局
- いりなか調剤薬局
- ウィーズ
- ウエダ薬品
- ウエルシア薬局
- エスロード
- オオクマ
- 河上薬品商事
- 薬のあおい
- くすりのベル＜ドラッグストアポピー＞
- 皇漢堂
- 弘陽薬品（マツモトキヨシに吸収）
- コダマ
- シオンドラッグ
- 新共薬局
- 新幸堂・アリマ薬局
- 杉浦薬品＜ヘルスバンク＞（マツモトキヨシに吸収）
- セイジョー
- ソネ薬局
- 高木薬品
- 高島屋前岐薬
- たしろ薬品
- トーチ＜健康館＞（全店閉店）
- トウブドラッグ（マツモトキヨシに吸収）
- 東北タイガー
- ドラッグストアー山岸
- 内外新薬 鎌倉ダルマ薬局
- ナガオカ薬局
- ナニワ・チェーン
- 羽島薬局
- 平岡回生堂薬局
- 広島中央薬局（ツルハグループドラッグ&ファーマシー西日本が全株式を取得）
- ヘルスサポートディエラ
- ホーコー
- 松浦薬局
- マツモトキヨシホールディングス（現：マツキヨココカラ&カンパニー）
- まつや
- まるい薬局
- 丸大サクラヰ薬局＜ハッピー・ドラッグ＞
- マルナカ
- ミネ医薬品
- 民友薬品
- メディコ21（レデイ薬局が子会社化）
- 森久保薬品
- ヤスイ
- 結城ショッピングセンター